# Telmatoscopus numidicus
Telmatoscopus numidicus és una espècie d'insecte dípter pertanyent a la família dels psicòdids que es troba a l'Àfrica del Nord: Algèria.